# Генічеський район (1923—2020)
Гені́чеський райо́н — адміністративна одиниця в Херсонській області України. Розташований у південно-східній частині Херсонської області. Утворений 1923 року. Площа 3,0 тис. км². Населення 58,6 тис. чол. (2019). У районі — 87 населених пунктів, підпорядкованих міській, 2 селищним і 15 сільським Радам. Центр — місто Генічеськ.
17 липня 2020 року було укрупнено внаслідок адміністративно-територіальної реформи

## Географія
Розташований на південному сході області. Межує з Новотроїцьким, Іванівським районами Херсонської області, Якимівським районом Запорізької області та Джанкойським і Ленінським районами Автономної Республіки Крим. Районний центр — Генічеськ.
Генічеський район лежить в межах Причорноморської низовини. На півдні омивається Азовським морем, Утлюцьким лиманом та озером Сиваш. Берегова лінія дуже порізана, особливо берег Сиваша. Район включає Чонгарський півострів, коси Арабатську Стрілку та Бирючий Острів.
Корисні копалини: солі Сиваша, газ, черепашник, пісок, глина; є також лікувальні грязі та мінеральні джерела. Переважають темно-каштанові та каштанові ґрунти. Розташований в степовій зоні. В межах району більша частина Азово-Сиваського національного природного парку.

### Земельні ресурси
| Територія, усього                         | 300,8                                                | тис. га |
| у тому числі: сільськогосподарські угіддя | 148,6 тис. га (або 49,4%) від площ с/г угідь області | тис. га |
| із них: рілля                             | 139,1 (або 46,2%)                                    | тис. га |
| Ліси й інші лісовкриті площі              | 2,9 (або 0,96%)                                      | тис. га |
| Забудовані землі                          | 6,1 (або2,03%)                                       | тис. га |
| Землі водного фонду                       | 121,1 (або 40,2%)                                    | тис. га |
| Інші землі                                | 22,1 (або 7,35%)                                     | тис. га |

## Історія
Генічеський район створений 7 березня 1923 року у Мелітопольській окрузі Катеринославської губернії. З 1925 зі скасуванням губерній належить тільки окрузі. З 1930 року у складі Дніпропетровської області. 10 січня 1939 року район переданий до складу Запорізької області. У 1941-43 роках територія району входила до Генічеського повіту Таврійської округи Криму. 30 березня 1944 року увійшов до складу новоствореної Херсонської області.
Після передачі Кримської області до складу УРСР 3 березня 1955 року за Указом Президії Верховної Ради УРСР Стрілківська та Щасливцівська сільські ради, що розташовувалися на півночі Арабатської стрілки, були передані з Джанкойського району Кримської області до Генічеського району Херсонської області.
05.02.1965 Указом Президії Верховної Ради Української РСР передано Павлівську та Петрівську сільради Іванівського району до складу Генічеського району.

## Економіка
Підприємства харчової, легкої, будівельних матеріалів промисловості. Найбільші з них: генічеські рибоконсервний, арматурний, будівельних матеріалів і залізобетонних виробів заводи, бавовняне виробниче об'єднання; новоолексіївські овочеконсервний завод та комбінат хлібопродуктів; солезавод (на Арабатській Стрілці). Працюють комбінат побутового обслуговування (Генічеськ) та 10 будинків побуту. Спеціалізація сільського господарства — землеробство зернового і тваринництво м'ясо-молочного напрямів. Площа сільськогосподарських угідь 1977 становила 148,3 тис. га, у тому числі орні землі — 133,3 тис. га. Зрошується 15,5 тис. га. В північній частині району будується (збудована 1978 року) траса магістрального каналу Каховської зрошувальної системи. Головні культури: озима пшениця, соняшник, баштанні, овочеві. Розвинуті садівництво й виноградарство. У тваринництві переважають м'ясо-молочне скотарство, свинарство, вівчарство, птахівництво. У Генічеському районі було 17 колгоспів, 2 радгоспи-заводи, плодорозсадницький радгосп, державний племінний завод, птахоінкубаторна станція, Генічеська дослідна станція НДІ кукурудзи й Присиваська агролісомеліоративна станція Українського НДІ лісового господарства і агролісомеліорації.
.

## Транспорт
Територією району проходить автошлях E105.
Залізничні станції: Генічеськ, Новоолексіївка, Партизани, Сокологірне. Автошляхів — 474 км, у тому числі з твердим покриттям — 243 км.

## Населення
Динаміка чисельності населення Генічеського району
- 1926 — 59 947
- 1939 — 59 459
- 1959 — 57 138
- 1970 — 65 677
- 1979 — 67 605
- 1989 — 68 754
- 2001 — 66 291
- 2005 — 64 116
- 2010 — 61 726
- 2015 — 60 209

Динаміка національного складу населення Генічеського району за даними переписів
|           | 1926 | 1939 | 1959 | 2001 |
| --------- | ---- | ---- | ---- | ---- |
| українці  | 55,0 | 65,5 | 66,6 | 65,0 |
| росіяни   | 39,9 | 29,2 | 31,1 | 23,4 |
| татари    |      |      |      | 9,0  |
| білоруси  | 0,1  |      | 0,5  | 0,6  |
| молдовани | 0,0  |      | 0,0  | 0,2  |
| євреї     | 3,3  | 2,9  | 0,5  | 0,0  |
| поляки    | 0,5  |      | 0,2  | 0,0  |
| німці     | 0,4  | 0,4  | 0,0  | 0,0  |

Розподіл населення за віком та статтю (2001)
| Стать | Всього | До 15 років | 15-24 | 25-44 | 45-64 | 65-85 | Понад 85 |
| --- | ------ | ----------- | ----- | ----- | ----- | ----- | -------- |
| Чоловіки | 30 637 | 6346        | 4852  | 9122  | 7367  | 2862  | 88       |
| Жінки | 35 649 | 6020        | 4724  | 9756  | 8948  | 5764  | 437      |
| \| Статево-вікова піраміда \| Статево-вікова піраміда \| Статево-вікова піраміда \| \| ----------------------- \| ----------------------- \| ----------------------- \| \| Чоловіки \| Вік \| Жінки \| \| 88 \| 85 + \| 437 \| \| 153 \| 80-84 \| 585 \| \| 523 \| 75-79 \| 1471 \| \| 1085 \| 70-74 \| 2005 \| \| 1101 \| 65-69 \| 1703 \| \| 1956 \| 60-64 \| 2790 \| \| 1018 \| 55-59 \| 1404 \| \| 1918 \| 50-54 \| 2128 \| \| 2475 \| 45-49 \| 2626 \| \| 2593 \| 40-44 \| 2743 \| \| 2285 \| 35-39 \| 2512 \| \| 2099 \| 30-34 \| 2218 \| \| 2145 \| 25-29 \| 2283 \| \| 2203 \| 20-24 \| 2148 \| \| 2649 \| 15-20 \| 2576 \| \| 2739 \| 10-14 \| 2507 \| \| 2099 \| 5-9 \| 1992 \| \| 1508 \| 0-4 \| 1521 \| |        |             |       |       |       |       |          |
| Статево-вікова піраміда |        |             |       |       |       |       |          |
| Чоловіки | Вік    | Жінки       |       |       |       |       |          |
| 88 | 85 +   | 437         |       |       |       |       |          |
| 153 | 80-84  | 585         |       |       |       |       |          |
| 523 | 75-79  | 1471        |       |       |       |       |          |
| 1085 | 70-74  | 2005        |       |       |       |       |          |
| 1101 | 65-69  | 1703        |       |       |       |       |          |
| 1956 | 60-64  | 2790        |       |       |       |       |          |
| 1018 | 55-59  | 1404        |       |       |       |       |          |
| 1918 | 50-54  | 2128        |       |       |       |       |          |
| 2475 | 45-49  | 2626        |       |       |       |       |          |
| 2593 | 40-44  | 2743        |       |       |       |       |          |
| 2285 | 35-39  | 2512        |       |       |       |       |          |
| 2099 | 30-34  | 2218        |       |       |       |       |          |
| 2145 | 25-29  | 2283        |       |       |       |       |          |
| 2203 | 20-24  | 2148        |       |       |       |       |          |
| 2649 | 15-20  | 2576        |       |       |       |       |          |
| 2739 | 10-14  | 2507        |       |       |       |       |          |
| 2099 | 5-9    | 1992        |       |       |       |       |          |
| 1508 | 0-4    | 1521        |       |       |       |       |          |

Етномовний склад населення району за переписом 2001 р. (рідна мова населення)
|                           | українська | російська | кримськотатарська | вірменська | білоруська | інша |
| Генічеський район         | 46,0       | 45,0      | 1,1               | 0,4        | 0,2        | 7,3  |
| ------------------------- | ---------- | --------- | ----------------- | ---------- | ---------- | ---- |
| м. Генічеськ              | 29,4       | 69,0      | 0,2               | 0,1        |            | 1,4  |
| смт Новоолексіївка        | 40,7       | 31,5      | 5,5               |            | 0,3        | 22,0 |
| смт Партизани             | 39,8       | 31,1      | 1,3               | 0,1        | 0,1        | 27,6 |
| Плавська сільрада         | 84,7       | 12,2      |                   | 0,4        |            | 2,7  |
| Новогригорівська сільрада | 24,2       | 75,3      |                   | 0,3        |            | 0,1  |
| Новодмитрівська сільрада  | 80,3       | 7,9       |                   |            | 1,4        | 10,5 |
| Новоіванівська сільрада   | 92,3       | 5,9       | 0,2               |            | 0,5        | 1,1  |
| Озерянська сільрада       | 50,2       | 49,8      |                   |            |            |      |
| с. Озеряни                | 50,7       | 49,3      |                   |            |            |      |
| Павлівська сільрада       | 89,5       | 9,3       |                   |            | 1,0        | 0,2  |
| Привільненська сільрада   | 77,4       | 22,6      |                   |            |            |      |
| Рівненська сільрада       | 83,9       | 14,9      |                   |            | 0,3        | 0,9  |
| Сокологірненська сільрада | 84,6       | 13,1      |                   | 1,4        |            | 0,9  |
| Стокопанівська сільрада   | 90,6       | 8,9       |                   |            | 0,2        | 0,3  |
| Стрілківська сільрада     | 26,2       | 67,2      | 2,6               |            | 0,4        | 3,7  |
| Щасливцівська сільрада    | 24,4       | 62,0      | 2,8               | 0,3        | 0,4        | 10,1 |
| Фрунзенська сільрада      | 50,9       | 41,4      |                   | 0,2        | 0,1        | 7,4  |
| Червонопрапорна сільрада  | 76,6       | 12,2      |                   | 0,1        | 0,1        | 11,0 |
| Чонгарська сільрада       | 60,6       | 32,9      |                   | 4,1        | 0,3        | 2,1  |
| Щорсівська сільрада       | 77,3       | 18,8      |                   | 1,8        |            | 2,2  |

## Населені пункти, зняті з обліку
- Зоря
- Світанок
- Степне

## Соціальна сфера
В районі — 46 загальноосвітніх, 3 музичні, спортивна школи, Генічеське медичне та 3 професійно-технічних училища; 51 лікувальний заклад, у тому числі 6 лікарень. Узбережжя Азовського моря — курортна зона. 14 будинків культури, 12 клубів, 2 кінотеатри, 82 кіноустановки, 43 бібліотеки, в місті Генічеську відділ Херсонського краєзнавчого музею.
Виходить друком районна газета «Приазовська правда».

## Політика
25 травня 2014 року відбулися Президентські вибори України. У межах Генічеського району були створені 52 виборчі дільниці. Явка на виборах складала — 43,27 % (проголосували 19 737 із 45 609 виборців). Найбільшу кількість голосів отримав Петро Порошенко — 40,78 % (8 048 виборців); Сергій Тігіпко — 17,21 % (3 396 виборців), Юлія Тимошенко — 8,48 % (1 673 виборців), Петро Симоненко — 5,11 % (1 009 виборців), Вадим Рабінович — 4,76 % (940 виборців). Решта кандидатів набрали меншу кількість голосів. Кількість недійсних або зіпсованих бюлетенів — 3,44 %.